# Michael Fitzgerald (Geistlicher)

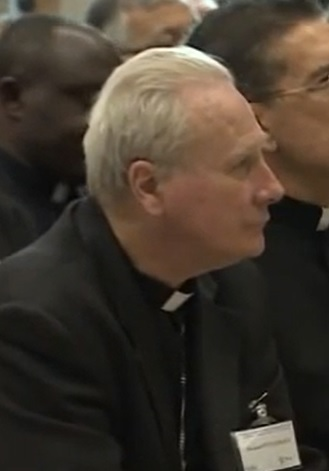
Erzbischof Michael Fitzgerald (2015)

Kardinalswappen von Michael Louis Fitzgerald

Michael Louis Kardinal Fitzgerald MAfr (* 17. August 1937 in Walsall, England) ist ein britischer Geistlicher, emeritierter Erzbischof und Diplomat des Heiligen Stuhls. Er ist seit 2019 Kardinal der römisch-katholischen Kirche.

## Leben
Michael Fitzgerald trat der Ordensgemeinschaft der Gesellschaft der Missionare von Afrika, bekannt als „Weiße Väter“, bei. Nach seiner theologischen Ausbildung empfing er am 3. Februar 1961 das Sakrament der Priesterweihe. Nach einem Doktoratsstudium an der Päpstlichen Universität Gregoriana (1961/65) studierte er Arabistik an der Universität London (1965/68).
Von 1968 bis 1978 lehrte er am Päpstlichen Institut für Arabische und Islamische Studien (PISAI) in Rom und von 1969 bis 1978 an der Makerere-Universität in Kampala, Uganda. Von 1972 bis 1978 war er Rektor des PISAI in Rom. 1978 wechselte er als Seelsorger nach Halfa el Jadida im Kassala, ein Bundesstaat im Osten des Sudan. 1980 wurde er in der Generalkurie seines Ordens tätig. 1987 wurde er von Papst Johannes Paul II. als Sekretär in das Sekretariat für die Nichtglaubenden, den späteren Päpstlichen Rat für den Interreligiösen Dialog berufen.
Am 16. Dezember 1991 wurde Michael Fitzgerald von Papst Johannes Paul II. zum Titularbischof von Nepte ernannt. Die Bischofsweihe spendete ihm der Papst am 6. Januar 1992 im Petersdom. Mitkonsekratoren waren die Kurienerzbischöfe Giovanni Battista Re und Josip Uhač.
Mehr als zehn Jahre lang bekleidete er das Amt des Sekretärs im Päpstlichen Rat für den Interreligiösen Dialog, bis er am 1. Oktober 2002 zum Titularerzbischof ernannt und, als Nachfolger von Francis Kardinal Arinze, zum Präsidenten des Rates bestellt wurde. Am 24. Januar 2004 wurde er zum Mitglied des Päpstlicher Rat für die Kultur ernannt. Am 15. Februar 2006 ernannte ihn Papst Benedikt XVI. zum Apostolischen Nuntius in Ägypten und Ständigen Beobachter der Arabischen Liga.
Am 23. Oktober 2012 nahm Papst Benedikt XVI. seinen altersbedingten Rücktritt an. Seit 2012 lebt er an der St.-Anna-Kirche in Jerusalem
Am 1. September 2019 gab Papst Franziskus bekannt, ihn im Konsistorium vom 5. Oktober 2019 ehrenhalber als Kardinaldiakon in das Kardinalskollegium aufnehmen zu wollen. Wegen der Überschreitung der Altersgrenze ist er bei einem Konklave nicht wahlberechtigt. Bei der Kardinalskreierung wies ihm der Papst am 5. Oktober 2019 die Titeldiakonie Santa Maria in Campitelli zu. Die Besitzergreifung seiner Titeldiakonie fand am 1. Februar 2020 statt.

## Mitgliedschaften
- 1972–1982: Consultor für das Sekretariat für die Nichtglaubenden
- 1987–2002: Mitglied des Päpstlichen Rates der Seelsorge für die Migranten und Menschen unterwegs
- 1987–2003: Consultor für die Kommission für die religiösen Beziehungen zum Judentum
- 1991–2003: Mitglied Päpstlicher Rat für Gerechtigkeit und Frieden
- 1993–2003: Mitglied Päpstlicher Rat für die Kultur
- 1994–2000: Mitglied Päpstlicher Rat Cor Unum
- 1995–2001: Mitglied im Zentralkomitee für das Große Jubiläum für das Heilige Jahr 2000
- 1995–2001: Präsident Päpstlicher Rat für den Interreligiösen Dialog
- 1999–2006: Mitglied Päpstliche Kommission für Lateinamerika
- 1999–2002: Mitglied Päpstlicher Rat für den Interreligiösen Dialog
- 2002–2006: Mitglied der Gemeinsamen Arbeitsgruppe der römisch-katholischen Kirche und dem Ökumenische Rat der Kirchen (auch: Weltkirchenrat)

## Ehrungen und Auszeichnungen
- Muhammad-Nafi-Tschelebi-Preis (2004)
- Offizier der französischen Ehrenlegion (2005)
- The Pax Christi Award der Saint John’s Abbey and University, Collegeville, Minnesota (2007)
- Ehren-Konventualkaplan des Souveränen Malteserordens (2009)
- Ehrendoktorwürde der Australian Catholic University (2014)
- Officer des Order of the British Empire (2022)

## Schriften
- mit R. Caspar: Signs of Dialogue. Christian Encounter with Muslims (1992)
- Dieu rêve d’unité. Les catholiques et les religions: les leçons du dialogue. Entretiens avec Annie Laurent (2005)
- mit John Borelli: Interfaith Dialogue. A Catholic View (2006)